# شهرستان آیتوس
شهرستان آیتوس (به بلغاری: Aytos Municipality) یک شهرستان در بلغارستان است که در استان بورگاس واقع شده‌است. شهرستان آیتوس ۴۸۸٫۶۱ کیلومتر مربع مساحت و ۲۸٬۶۸۷ نفر جمعیت دارد.